# Болдклуббен 1893
«Болдклуббен 1893» (дан. Boldklubben af 1893) — данський футбольний клуб з Копенгагена.

## Історія
Заснований 19 травня 1893 року. В елітному дивізіоні данського футболу провів 34 сезони (останній — 1998/99).
Найбільше матчів за клуб зіграв Оле Петерсен — 409 (1973—1988). Найкращий бомбардир: Антон Ольсен — 268 забитих м'ячів (1906—1929).
Найбільше матчів у збірній Данії провели: Фріц Тарп (44), Свен Єнсен (41) і Мікаель Рохде (40).
Срібні олімпійські нагороди у складі національної збірної здобули: Харальд Хансен (1908, 1912), Август Лінгрен (1908), Еміль Йоргенсен (1912), Аксель Туфасон (1912), Антон Ольсен (1912). Бронзовий медаліст Олімпіади-1948: Кнуд Овергор.

## Досягнення
Чемпіонат Данії
- Чемпіон (9): 1916, 1927, 1929, 1930, 1934, 1935, 1939, 1942, 1946
- Друге місце (2): 1914, 1933

Кубок Данії
- Володар (1): 1982

Чемпіонат Копенгагена
- Чемпіон (9): 1906, 1908, 1909, 1915, 1927, 1928, 1930, 1932, 1934
- Друге місце (9): 1905, 1912, 1913, 1914, 1916, 1919, 1923, 1926, 1933

Кубок Копенгагена
- Володар (12): 1910, 1915, 1918, 1922, 1926, 1929, 1930, 1931, 1932, 1934, 1941, 1953
- Фіналіст (12): 1916, 1920, 1921, 1923, 1927, 1928, 1935, 1942, 1944, 1945, 1951, 1952

Футбольний турнір
- Чемпіон (1): 1901
- Друге місце (2): 1899, 1902